# Жіноча збірна Австрії з футболу
Жіноча збірна Австрії з футболу (нім. Österreichische Fußballnationalmannschaft der Frauen) — національна збірна Австрії з футболу, яка виступає на футбольних турнірах серед жінок. 

## Міжнародні турніри

### Чемпіонат Європи
| Рік    | Раунд              | Іг                 | В                  | Н*                 | П                  | ЗМ                 | ПМ                 |
| ------ | ------------------ | ------------------ | ------------------ | ------------------ | ------------------ | ------------------ | ------------------ |
| 1984   | Не брала участі    | Не брала участі    | Не брала участі    | Не брала участі    | Не брала участі    | Не брала участі    | Не брала участі    |
| 1987   | Не брала участі    | Не брала участі    | Не брала участі    | Не брала участі    | Не брала участі    | Не брала участі    | Не брала участі    |
| 1989   | Не брала участі    | Не брала участі    | Не брала участі    | Не брала участі    | Не брала участі    | Не брала участі    | Не брала участі    |
| 1991   | Не брала участі    | Не брала участі    | Не брала участі    | Не брала участі    | Не брала участі    | Не брала участі    | Не брала участі    |
| 1993   | Не брала участі    | Не брала участі    | Не брала участі    | Не брала участі    | Не брала участі    | Не брала участі    | Не брала участі    |
| 1995   | Не брала участі    | Не брала участі    | Не брала участі    | Не брала участі    | Не брала участі    | Не брала участі    | Не брала участі    |
| 1997   | не кваліфікувалась | не кваліфікувалась | не кваліфікувалась | не кваліфікувалась | не кваліфікувалась | не кваліфікувалась | не кваліфікувалась |
| 2001   | не кваліфікувалась | не кваліфікувалась | не кваліфікувалась | не кваліфікувалась | не кваліфікувалась | не кваліфікувалась | не кваліфікувалась |
| 2005   | не кваліфікувалась | не кваліфікувалась | не кваліфікувалась | не кваліфікувалась | не кваліфікувалась | не кваліфікувалась | не кваліфікувалась |
| 2009   | не кваліфікувалась | не кваліфікувалась | не кваліфікувалась | не кваліфікувалась | не кваліфікувалась | не кваліфікувалась | не кваліфікувалась |
| 2013   | не кваліфікувалась | не кваліфікувалась | не кваліфікувалась | не кваліфікувалась | не кваліфікувалась | не кваліфікувалась | не кваліфікувалась |
| 2017   | півфінал           | 5                  | 2                  | 3                  | 0                  | 5                  | 1                  |
| 2022   | чвертьфінал        | 4                  | 2                  | 0                  | 2                  | 3                  | 3                  |
| 2025   | не кваліфікувалась | не кваліфікувалась | не кваліфікувалась | не кваліфікувалась | не кваліфікувалась | не кваліфікувалась | не кваліфікувалась |
| Усього | 2/14               | 9                  | 4                  | 3                  | 2                  | 8                  | 4                  |

### Чемпіонат світу
| Рік    | Раунд              | Іг                 | В                  | Н*                 | П                  | ЗМ                 | ПМ                 |
| ------ | ------------------ | ------------------ | ------------------ | ------------------ | ------------------ | ------------------ | ------------------ |
| 1991   | Не брала участі    | Не брала участі    | Не брала участі    | Не брала участі    | Не брала участі    | Не брала участі    | Не брала участі    |
| 1995   | Не брала участі    | Не брала участі    | Не брала участі    | Не брала участі    | Не брала участі    | Не брала участі    | Не брала участі    |
| 1999   | Не брала участі    | Не брала участі    | Не брала участі    | Не брала участі    | Не брала участі    | Не брала участі    | Не брала участі    |
| 2003   | не кваліфікувалась | не кваліфікувалась | не кваліфікувалась | не кваліфікувалась | не кваліфікувалась | не кваліфікувалась | не кваліфікувалась |
| 2007   | не кваліфікувалась | не кваліфікувалась | не кваліфікувалась | не кваліфікувалась | не кваліфікувалась | не кваліфікувалась | не кваліфікувалась |
| 2011   | не кваліфікувалась | не кваліфікувалась | не кваліфікувалась | не кваліфікувалась | не кваліфікувалась | не кваліфікувалась | не кваліфікувалась |
| 2015   | не кваліфікувалась | не кваліфікувалась | не кваліфікувалась | не кваліфікувалась | не кваліфікувалась | не кваліфікувалась | не кваліфікувалась |
| 2019   | не кваліфікувалась | не кваліфікувалась | не кваліфікувалась | не кваліфікувалась | не кваліфікувалась | не кваліфікувалась | не кваліфікувалась |
| 2023   | не кваліфікувалась | не кваліфікувалась | не кваліфікувалась | не кваліфікувалась | не кваліфікувалась | не кваліфікувалась | не кваліфікувалась |
| Усього | 0/9                | 0                  | 0                  | 0                  | 0                  | 0                  | 0                  |